# 1380'erne f.Kr.
Århundreder: 15. århundrede f.Kr. – 14. århundrede f.Kr. – 13. århundrede f.Kr.
Årtier: 1420'erne f.Kr. 1410'erne f.Kr. 1400'erne f.Kr. 1390'erne f.Kr. – 1380'erne f.Kr. – 1370'erne f.Kr. 1360'erne f.Kr. 1350'erne f.Kr. 1340'erne f.Kr. 1330'erne f.Kr. 1320'erne f.Kr.
Årstal: 1389 f.Kr. 1388 f.Kr. 1387 f.Kr. 1386 f.Kr. 1385 f.Kr. 1384 f.Kr. 1383 f.Kr. 1382 f.Kr. 1381 f.Kr. 1380 f.Kr.

## Begivenheder
- Den egyptiske Farao Amenhotep III gifter sig med Tiye.

## Dødsfald
- Amenhotep
- Tiye